# Robert Nutter
Pour les articles homonymes, voir Nutter (homonymie).
Robert Nutter (alias Askew ou Rowley), né en 1555 à Burnley dans le Lancashire en Angleterre et mort exécuté à Lancaster le 26 juillet 1600 est un prêtre martyr catholique anglais sous le règne d'Élizabeth Ire.

## Biographie
Issu d'une famille fortunée et influente il reçoit une excellente éducation classique au Brasenose College de l'université d'Oxford. Catholique et se sentant comme son frère John, qui lui aussi moura martyrisé, une vocation de prêtre il s'embarque clandestinement pour la France et s'inscrit au collège anglais de l'université de Reims. Il est finalement ordonné prêtre en décembre 1581. Ses compagnons d'ordination sont William Dean et George Haydock. Il retourne en Angleterre en compagnie de George Haydock sous une fausse identité, et pendant près de 18 ans, il oeuvre comme prêtre sur sa terre natale, plusieurs fois arrêté, emprisonné et même banni. En 1584 il est banni avec 20 autres prêtres anglais catholiques comme lui, débarqué à Boulogne. Il revient en Angleterre sous le faux nom de Rowley avant d'être pris une fois encore et enfermé à la prison de Newgate. Transféré en 1587 à la prison de Marshalsea puis de Wisbeach Castle et enfin de Cambridgeshire en 1590, il réussit à chaque fois à rester ferme dans sa foi et à vivre une quasi vie monastique. En prison il fait parvenir une lettre au provincial de France des Dominicains demandant à être reçu dans son Tiers-ordre. Il aurait été reçu dans ce dernier dans sa prison de Wisbeach en présence de plusieurs autres prêtres prisonniers avec lui et témoins. Dans des circonstances rocambolesques il s'échappe de prison en mars 1600 mais est repris. Envoyé à Lancaster il est alors condamné à mort. Il subit le supplice réservé aux traîtres à savoir pendaison, éviscération et écartèlement. Le même jour que lui est exécuté Edward Thwing.

## John Nutter
Comme son frère Robert Jean reçoit une excellente éducation classique au St John's College de l'université de Cambridge. Catholique et se sentant aussi une vocation de prêtre il s'embarque en 1578 clandestinement pour le continent et est inscrit au collège anglais de l'université de Reims. Ordonné à Laon en septembre 1582 il repart pour le Yorkshire dès le mois de novembre. Son navire est pris dans une tempête. Il s'échoue sur la côte. Le navire est fouillé et de la littérature catholique y est trouvée. Immédiatement soupçonné d'être le propriétaire de ces ouvrages il est questionné par les autorités. Affaibli par la maladie il ne résiste pas et avoue par ailleurs sa qualité de prêtre catholique. Il est arrêté et envoyé à la prison de Marshalsea. Il y reste un an avant d'être jugé et finalement condamné à mort. Il est exécuté en compagnie de quatre autres prêtres, James Fenn, George Haydock, Thomas Hemerford et John Munden.

## Vénération
Déclaré bienheureux par Jean-Paul II en 1987 Robert Nutter est l'un des quatre-vingt-cinq Quatre-vingt-cinq martyrs d'Angleterre et de Galles béatifié par ce dernier. Figurant aussi dans la liste des martyrs de Douai il est vénéré par l'Église catholique le 26 juillet.
Quant à John il est béatifié le 15 décembre 1929 par le pape Pie XI. Vénéré par l'Église catholique, il est fêté le 12 février et est compté dans la liste des cent sept martyrs d'Angleterre et du pays de Galles.